# مرسدس-بنز سیتان
مرسدس-بنز سیتان (انگلیسی: Mercedes-Benz Citan) خودروی موتور جلو-محور جلو در کلاس پنل ون و مینی‌ون است که از سال ۲۰۱۲ تاکنون توسط شرکت مرسدس-بنز تولید و عرضه می‌شود.